# Cadulus thielei
Cadulus thielei is een Scaphopodasoort uit de familie van de Gadilidae. De wetenschappelijke naam van de soort is voor het eerst geldig gepubliceerd in 1908 door Plate.